# Hof van Thurn en Tassis

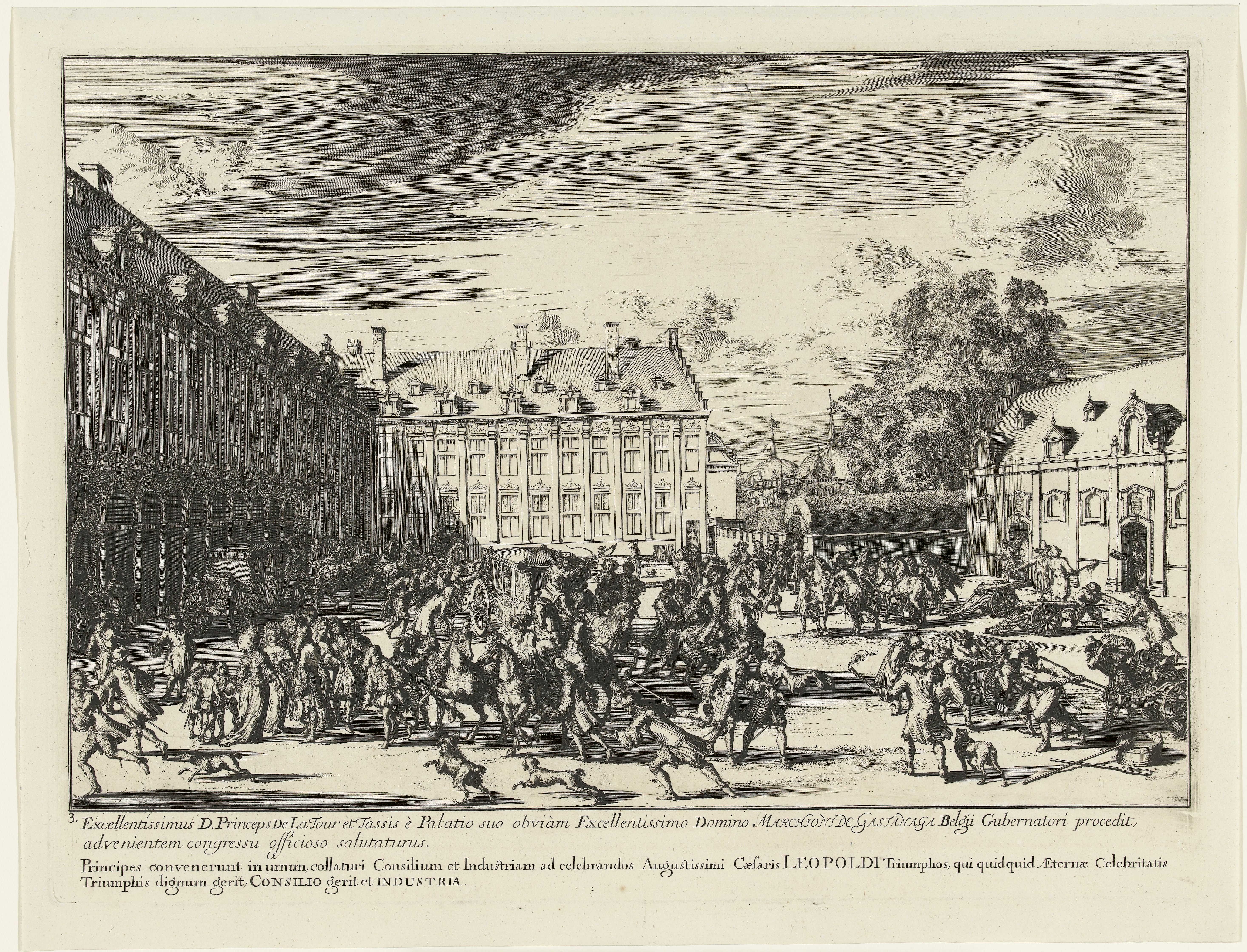
Het hof in 1686 op een gravure van Romeyn de Hooghe.

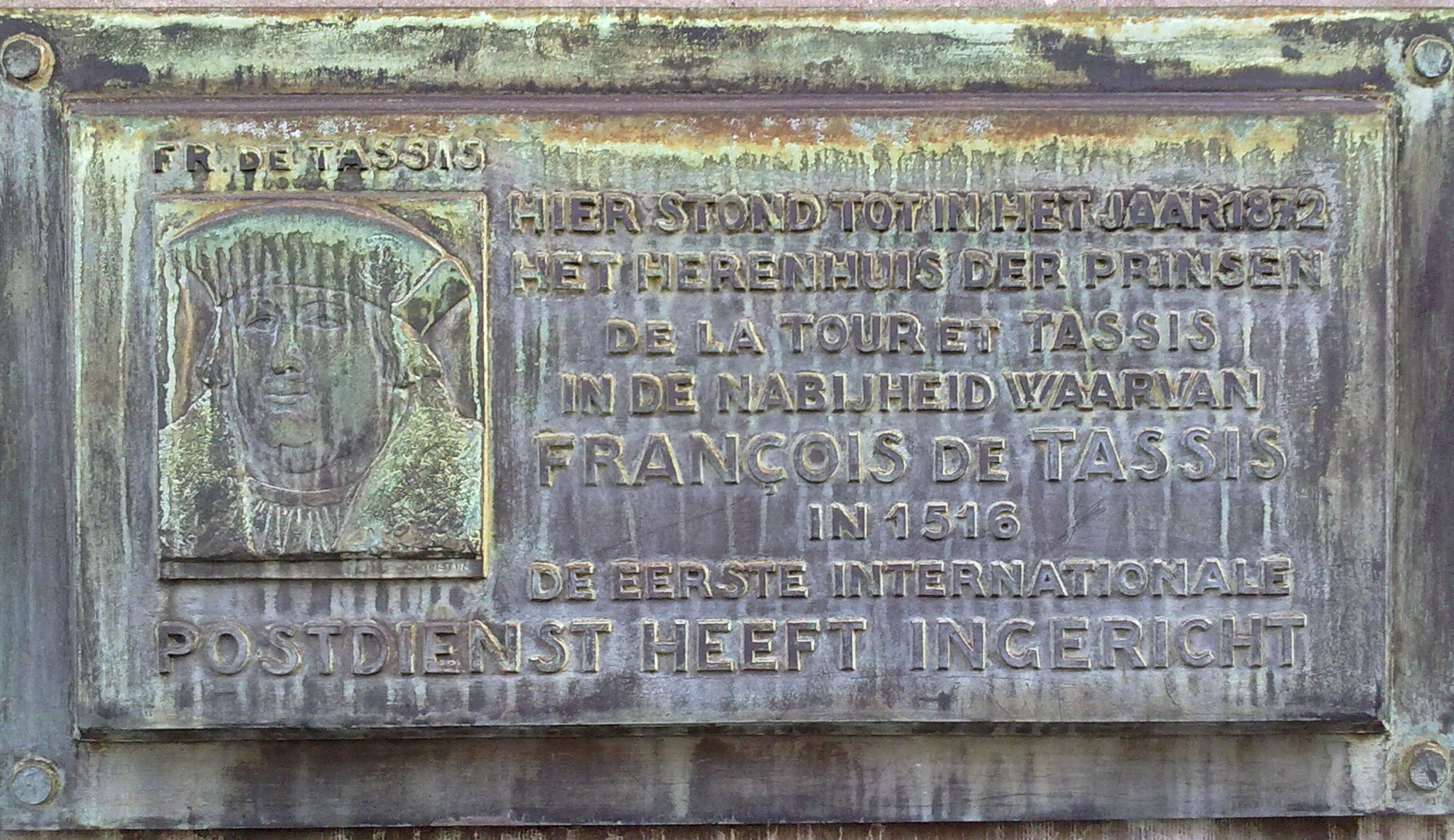
Gedenkplaat voor de stichting van de internationale postdienst in 1516, op de hoek van de Klein Zavel en de Regentschapsstraat in Brussel.

Het Hof van Thurn en Tassis, ook bekend als het Hôtel des Princes de la Tour et Tassis, is een voormalig stadspaleis van de keizerlijke postmeesters. Het bevond zich op de hoek van de later aangelegde Kleine Zavel en de Regentschapsstraat in Brussel.
Het werd opgericht rond 1516 door Frans van Tassis, die al enige tijd van Mechelen naar Brussel was verhuisd. Hij vestigde er zijn residentie en ook het hoofdkwartier van zijn befaamde postonderneming. De postpaarden graasden op de plaats waar later een groot goederenstation kwam. Het hof werd herhaaldelijk verfraaid en stond bekend om zijn tuinen. In 1701 werd de familie uit Brussel verdreven door het uitbreken van de Spaanse Successieoorlog. Eugeen Alexander van Thurn en Tassis bracht het activiteitencentrum over naar Frankfurt am Main en later naar Regensburg. Toch bleef het Brusselse paleis nog functioneren en verkocht de familie het pas in 1776.
In 1832 nam het Koninklijk Conservatorium Brussel zijn intrek in het hof. Koning Leopold I slaagde erin François-Joseph Fétis aan te trekken uit Parijs. In 1872 werd het hof afgebroken om plaats te maken voor het doortrekken van de Regentschapsstraat. Het nieuwe conservatorium lag aan deze nieuwe straat. Twee gedenkplaten op een aangrenzend hoekpand herinneren nog aan het glorieuze verleden.
In het hof bevond zich een standbeeld van Minerva, de beschermster van paarden. Dit kunstwerk van Hiëronymus II Duquesnoy is overgebracht naar het familieslot Sint-Emmeram in Regensburg, waar het de traphal siert.

## Voetnoten
1. ↑  (fr) Christian Laporte, Du Sablon à l’Europe postale. La Libre (15 december 2016). Geraadpleegd op 17 december 2016.
2. ↑  Roel Jacobs (2006). Een geschiedenis van Brussel. Lannoo, p. 132-133.
3. ↑  Wolfgang Behringer, Brussel, centrum van het internationale postnet (pdf), in: De post van Thurn und Taxis - La Poste des Tour et Tassis, 1489-1794, vertaald uit het Duits door G. Van Cauwenberge, Brussel, 1992, blz. 40
4. ↑  (fr) Chronologie van Frans van Tassis op Kronobase. Geraadpleegd op 17 december 2016.